# Mustafa Cerić
Mustafa ef. Cerić (Visoko,  5. veljače 1952.), bošnjački je teolog, 12. po redu reis-ul-ulema u Bosni i Hercegovini, trenutačni predsjednik Svjetskog bošnjačkog kongresa (SBK), te jedan je od osnivača Bošnjačke akademije znanosti i umjetnosti (BANU).

## Životopis
Mustafa ef. Cerić je rođen 5. veljače 1952. godine u Velikom Čajnom kod Visokog. Osnovnu školu završio je u rodnom mjestu, a Gazi Husrev-begovu medresu u Sarajevu 1972. godine. Diplomirao je na Sveučilištu Al-Azhar u Kairu 1978. godine. Nakon toga od 1978. do 1981. godine radi kao imam u Bijeloj džamiji u Gračanici do 1981. godine. Odlukom Starješinstva biva imenovan za imama u Islamskom kulturnom centru u Chicagu. U Chicagu završava poslijediplomske studije u polju islamske teologije na Odsjeku za bliskoistočne jezike i civilizacije gdje je i doktorirao pred poznatim muslimanskim učenjakom Fazlur Rahmanom s tezom: A study of the Theology of Abu Mansur al-Maturidi (Studija o teološkom učenju Ebu Mensura el-Maturidije) 24. rujna 1986. godine. Usporedno s imamskim poslom predavao je na Američkom koledžu u Chicagu.
Nakon petogodišnjeg imamskog rada i studiranja u Chicagu odlazi u Hrvatsku na mjesto glavnog imama u Zagrebačkoj džamiji. Njegovim dolaskom Islamska zajednica u Zagrebu poprima suvremene oblike rada koji su dotada bili nepoznanica za Islamsku zajednicu. Pod njegovim je vodstvom Islamska zajednica u Zagrebu organizirala tri znanstvena simpozija: Mistika u Islamu - tesavuf, Problemi suvremenog pristupa islamu i Etika u islamu. Ovaj treći znanstveni skup imao je internacionalnu dimenziju jer su na njemu uzeli aktivno sudjelovanje najautoritativniji znanstvenici iz islamskog svijeta, a jugoslavenskoj javnosti su se po prvi put predstavili fizičar i nobelovac Abdusselam i malezijski filozof Nedžib Attas. Ovakav vid aktivnosti u kreaciji Mustafe ef. Cerića Zagrebačku džamiju svrstava u sam vrh znanstveno-kulturnog života Islamske zajednice u SFR Jugoslaviji, a čini je sve prisutnijom i u tokovima razvoja islamske misli u svijetu. Bio je predsjednik Udruge ilmijje Islamska zajednice za Hrvatsku i Sloveniju, član redakcije Islamske misli i suradnik u Općoj encikopediji Leksikografskog zavoda u Zagrebu. 
Od 1993. godine do 1998. godine bio je naibu-reis, a od 1998. do rujna 2012. bio je reis-ul-ulema Islamske zajednice u Bosni i Hercegovini. Na čelu Islamske zajednice se nalazio najduže u povijest institucije reis-ul-uleme, 19 godina. Poznat je po svojim izjavama kojima simpatizira osmansku vlast u Bosni i Hercegovini.
Govori arapski i engleski. Oženjen je. Ima dvije kćeri i sina. 

## Djela
- Besjede naibu reisa prof. dr. Mustafe ef. Cerića (Zenica, 1993)
- Vjera, narod i domovina: hutbe, govori i intervjui (Sarajevo, 2002)
- Hutbe i govori (Sarajevo, 2004)
- Korijeni sintetičke teologije u islamu : Ebu Mensur-el Maturidi (853-944)  (Sarajevo, 2012)
- Kalendarske hutbe dr. Mustafe Cerića reisu-l-uleme: 1993. – 2012.  (Sarajevo, 2018)
- Ja sam govorio (Sarajevo, 2019)

### Djela o Mustafi ef. Ceriću
- Zbornik Islamska zajednica u Bosni i Hercegovini: dvije decenije reisu-l-uleme dr. Mustafe Cerića (Sarajevo, 2012)

## Vanjske poveznice

### Sestrinski projekti
|  | Zajednički poslužitelj ima još gradiva o temi Mustafa Cerić |
|  | Wikicitati imaju zbirke citata o temi Mustafa Cerić         |

### Mrežna mjesta
- Rijaset Islamske zajednice BiH